# داريل إنغرام
داريل إنغرام (بالإنجليزية: Darryl Ingram)‏ هو لاعب كرة قدم أمريكية أمريكي، ولد في 2 مايو 1966 في لوبوك في الولايات المتحدة.

## وصلات خارجية
- داريل إنغرام على موقع مرجع كرة القدم المحترفة.كوم (الإنجليزية)